# What You're Proposing
Singles de Status Quo
Living on an Island
(1979) Lies
(1980)
What You're Proposing est une chanson du groupe de rock anglais Status Quo et le premier single issu de l'album Just Supposin'.

## Historique
Cette chanson fut enregistrée en 1980 aux Studios Windmill Lane de Dublin en Irlande pendant les sessions d'enregistrement du treizième album studio du groupe. Elle est écrite par Francis Rossi et Bernie Frost, ce dernier fait aussi les chœurs sur ce titre.
La publication du single fit l'objet d'une publicité dans la presse musicale britannique annonçant que les 75 000 premiers exemplaires sortiront avec un emballage spécial (vinyl de couleur),. Les 75 000 exemplaires trouveront rapidement preneurs puisque le single se vendra au total à plus de 200 000, ce qui le récompensera d'un disque d'argent au Royaume-Uni. "AB Blues", la Face B du single est un titre instrumental composé par tous les musiciens du groupe plus Andy Bown.
La chanson parle de la rencontre de Francis Rossi avec une femme qui se serait offerte à lui. La femme étant l'épouse de quelqu'un, Rossi déclina l'offre, ce qu'il regretta plus tard.
Le son inhabituel de la guitare  provient d'une nouvelle guitare avec des micros à cristaux fabriquée par le luthier londonien où le groupa avait l'habitude d'acheter son matériel.
Il atteindra la 2e place des charts britanniques le 26 octobre 1980. Il se classa dans le Top 10 dans de nombreux pays européens mais n'atteindra que la 34e place en France

## Liste des titres
- Face A: What You're Proposing (Francis Rossi, Bernie Frost) - 4:16
- Face B: AB Blues (Rossi, Rick Parfitt, Alan Lancaster, John Coghlan, Andy Bown) - 4:33

## Musiciens
Status Quo
- Francis Rossi: chant, guitare solo
- Rick Parfitt: guitare rythmique
- Alan Lancaster: basse
- John Coghlan: batterie, percussions

Musicien additionnel
- Andy Bown: claviers, chœurs

## Charts & certification
Charts
| Chart               | Durée du classement | Position | Date              |
| ------------------- | ------------------- | -------- | ----------------- |
| Single Top 100      | 22 semaines         | 3e       | 10 novembre 1980  |
| Ö3 Austria Top 40   | 16 semaines         | 4e       | 15 novembre 1980  |
| (V) Ultratop        | 9 semaines          | 7e       | 22 novembre 1980  |
| Top 100             | 11 semaines         | 34e      | 7 novembre 1980   |
| Mega Top 50         | 11 semaines         | 4e       | 8 novembre 1980   |
| UK Singles Chart    | 11 semaines         | 2e       | 1er novembre 1980 |
| Schweizer Hitparade | 13 semaines         | 2e       | 30 novembre 1980  |

Certification
| Pays        | Certification | Ventes    | Date             |
| ----------- | ------------- | --------- | ---------------- |
| Royaume-Uni | Argent        | 200 000 + | 1er octobre 1980 |